# Yasea
Yasea o Iasea (en griego, Ἰασαία) fue una antigua ciudad griega situada en Arcadia.
Pausanias indica que fue una de las poblaciones pertenecientes al territorio de Ménalo que se unieron para poblar Megalópolis pero a diferencia de otras, no ofrece más informaciones sobre la misma.
Se desconoce el lugar exacto donde estaba ubicada.